# Velký Luh (stacja kolejowa)
Velký Luh – stacja kolejowa w miejscowości Velký Luh, w kraju karlowarskim, w Czechach. Znajduje się na wysokości 485 m n.p.m.
Jest zarządzana przez Správę železnic. Na stacji nie ma możliwości zakupu biletów, a obsługa podróżnych odbywa się w pociągu.

## Linie kolejowe
- 146 Cheb - Luby u Chebu